# Chūō (Sagamihara)
Chūō (中央区, Chūō-ku) és un dels tres districtes que formen la ciutat de Sagamihara, a la prefectura de Kanagawa, Japó. El nom de Chūō, que traduït al català vol dir "centre" o "central", fa referència tant a la seua posició geogràfica dins del municipi (Chûô es troba entre els districtes de Midori i Minami), com a la seua importància com a centre administratiu i comercial de la ciutat.

## Geografia
El districte de Chûô es troba, com indica el seu nom, al centre de la ciutat de Sagamihara. El districte limita amb el districte de Midori a l'nordoest; amb la vila d'Aikawa i la ciutat d'Atsugi al sud; amb el districte de Minami al sud-est i amb la ciutat de Machida, a Tòquio, cap al nord.

### Barris
L'ajuntament administra i reconeix els següents barris o àrees:
- Oyama
- Seishin
- Yokoyama
- Chūō
- Hoshigaoka
- Hikarigaoka
- Ōno-kita
- Tana
- Kamimizo

## Història
El districte de Chûô fou fundat l'1 d'abril de 2010 en esdevindre Sagamihara en una ciutat designada. A diferència d'altres districtes de Sagamihara, la zona que actualment és el districte de Chûô ja formava part del municipi de Sagamihara des d'abans de la designació de la ciutat el 2010.

## Transport

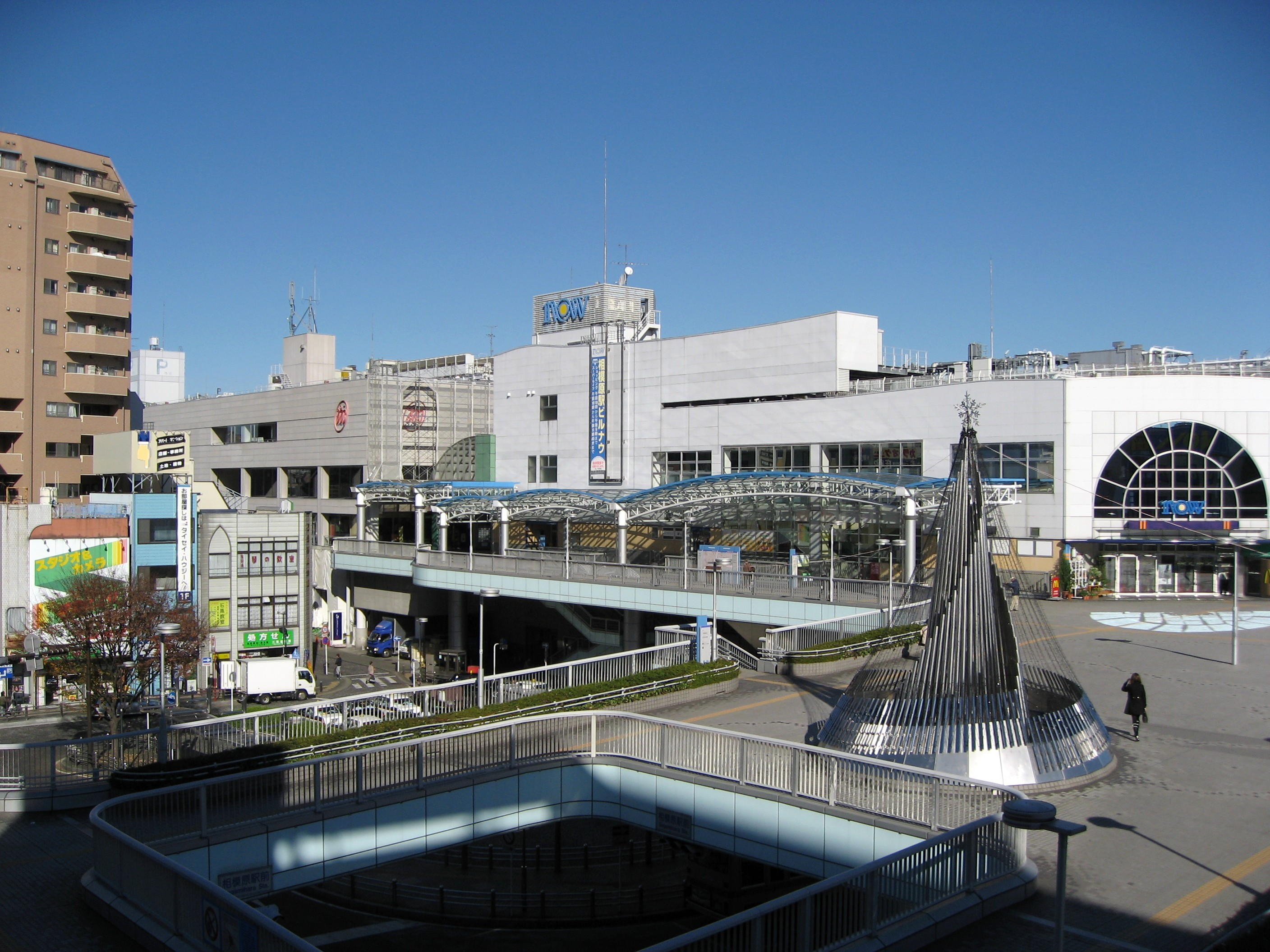
Estació de Sagamihara (JR)

### Ferrocarril
- Companyia de Ferrocarrils del Japó Oriental (JR East)
  - Fuchinobe - Yabe - Sagamihara - Banda - Kamimizo - Minami-Hashimoto

### Carretera
- Nacional 16 - Nacional 129
- Prefecturals: 46, 48, 57, 63, 502, 503, 504, 508